# Rue de Glatigny
La rue de Glatigny est une ancienne voie de Paris, située sur l'île de la Cité dans l'actuel 4e arrondissement.

## Situation
Longue de 73 m et d'une largeur maximale de 6 m (après 1803) , la rue de Glatigny reliait l'actuel quai de la Corse à la rue des Marmousets-en-la-Cité, également disparue. La rue Haute-des-Ursins et la rue du Haut-Moulin y aboutissaient.

## Origine du nom
Elle porte ce nom car, en 1241, un hôtel particulier de Glatigny appartenant à Robert et à Guillaume de Glatigny y était situé.

## Historique
Cette voie qui existait en 1241, fut, dès le XIVe siècle, habitée par des prostituées et fut surnommée par la population le « Val d'Amour » : elle est une des douze seules rues dans lesquelles l'édit de 1367 du prévôt de Paris Hugues Aubriot autorise la présence de prostituées.
Victor Hugo y fait allusion dans Notre-Dame de Paris, livre quatrième, «Suite de Claude Frollo», où Jehan le petit frère de Claude, fréquente de nombreuses fois cette rue.
Elle est citée par Guillot de Paris dans Le Dit des rues de Paris (1280-1300) sous la forme « rue De Glateingni ».
En 1380, on l'appelait également « rue au Chevet-de-Saint-Denis-de-la-Chartre » car elle était située à l'est de l'église Saint-Denis-de-la-Chartre. Au XIVe siècle, trois maisons de cette rue appartenaient au Chapitre de Notre-Dame de Paris.
Elle est notamment sous son nom dans un manuscrit de 1636.
En 1518, François 1er fait démolir les maisons de la rue pour expulser ses habitantes qui s'installent leurs « boutiques à péchés » dans les rues voisines.
En 1702, la rue, qui fait partie du quartier de la Cité, possède sept maisons et cinq lanternes.
Une décision prise par la Préfecture de Police du 26 prairial an XI (15 juin 1803) fixe alors la largeur de cette voie publique à 6 m.
Dans le cadre des travaux de transformations de Paris sous le Second Empire, l'Hôtel-Dieu de Paris est construit à son emplacement actuel de 1866 à 1876, entrainant la disparition de plusieurs rues, dont la rue de Glatigny. La rue de Glatigny se trouvait approximativement à l'emplacement de la chapelle et de la grande cour centrale.